# Северо-Кавказская наступательная операция
Северо-Кавказская наступательная операция — стратегическая наступательная операция войск Южного, Закавказского и Северо-Кавказского (с 24 января) фронтов во взаимодействии с Черноморским флотом, проведённая 1 января — 4 февраля 1943 года с целью разгрома северо-кавказской группировки противника и освобождения Северного Кавказа, часть Битвы за Кавказ 1942—1943. Длительность операции составила 35 суток.
В рамках Северо-Кавказской стратегической наступательной операции состоялись две фронтовые (Ростовская операция войск Южного фронта. Краснодарская операция войск Северо-Кавказского фронта) и десантная операция (в районе Южная Озерейка, Мысхако, «Малая земля»), проведенная частью сил Северо-Кавказского фронта). 

## Военно-стратегическая ситуация
В результате оборонительных действий в Северо-Кавказской операции 1942 года советские войск остановили наступление вермахта на Кавказе. После успешного завершения окружения немецких войск под Сталинградом и поражения их армейской группы «Гот» в районе Котелышковский, войска Сталинградского фронта 2 в конце декабря 1942 года вышли на рубеж Лозной, Дубовское, Приютное в Ростовской области. Над немецкими войсками на Северном Кавказе нависла угроза окружения и разгрома. Это обстоятельство создало благоприятные условия для проведения советским командованием Северо-Кавказской стратегической операции с целью разгромить северо-кавказскую группировку противника и освободить захваченную ею территорию. Эта операция являлась частью обшей битвы за Кавказ, начавшейся в июле 1942 года. 

## Силы сторон
К операции привлекались войска Южного фронта (генерал-полковник А.И. Ерёменко) в составе 5-й ударной, 2-й гвардейской, 51, 28-й общевойсковых и 8-й воздушной армий; Закавказского фронта (генерал армии И.В. Тюленев) в составе 44, 58,9, 37, 46, 18, 56, 47-й общевойсковых, 4-й и 5-й воздушных армий и подчинённый ему на время проведения операции Черноморский флот (вице-адмирал Ф.С. Октябрьский). В обшей сложности задействованные в наступательной операции, получившей кодовое наименование «Дон», силы насчитывали свыше 1 миллиона человек, более 11,3 тысячи орудий и миномётов, около 1,3 тысячи танков и 300 самолётов. 
Южному фронту противостояли немецкая оперативная группа «Холлидт» и 4-я танковая армия группы армий «Дон» (генерал-фельдмаршал Э. Манштейн), Закавказскому — 1-я танковая армия и 17-я армия группы армий «А» (генерал-полковник, с 1 февраля генерал-фельдмаршал Э. Клейст). Всего у немцев насчитывалось 764 тысячи человек, около 5,3 тысячи орудий и миномётов, 700 танков, 530 самолётов. 

## План операции
По замыслу советского командования в ходе операции предусматривалось согласованными ударами войск Южного фронта с северо-востока и Закавказского фронта с юго-запада расчленить на части и разгромить главные силы группы армий «А», не допустив их отхода с Северного Кавказа. 
Главная роль в наступлении отводилась войскам Южного фронта. Он должен был армиями своего правого крыла нанести главный удар по соединениям группы армий «А» в направлении на Ростов и отрезать им пути отхода на север, а силами левого крыла через Сальск наступать на Тихорецк навстречу войскам Закавказского фронта. Затем армиям обоих фронтов предстояло окружить и уничтожить группировку противника в междуречье Кубани и Маныча. 
Перед Закавказским фронтом ставилась задача: на своём левом фланге нанести главный удар силами Черноморской группы войск (генерал-лейтенант И. Е, Петров) навстречу войскам Южного фронта через Краснодар на Тихорецк; на правом фланге силами Северной группы войск (генерал-лейтенант, с 30 января генерал-полковник И.И. Масленников) не допустить отхода противника в северо-западном направлении, прижать его основные силы к Главному Кавказскому хребту и уничтожить. 
Черноморский флот должен был. оказывая содействие Черноморской группе войск, развернуть активные боевые действия на коммуникациях немцев и подготовить высадку в их тыл десанта. 

## Ход операции
1 января войска Южного фронта приступили к проведению Ростовской наступательной операции, начав наступление на Ростов-на-Дону и Сальск. Главной целью советских войск было отрезать пути отхода немцев на север. Ведущая роль в решении этой задачи отводилась подвижным механизированным группам фронта. За две недели упорных боёв войска фронта продвинулись на 150—200 км и вышли в междуречье Дона и Маныча. Соединения 2-й гвардейской армии (генерал-лейтенант РЯ. Малиновский) к середине января находились в 50—60 км от Ростова. На этом рубеже бои приняли особенно упорный и затяжной характер. 
Немецкое командование, сознавая реальность окружения своих войск, 1 января предприняло отвод 1-й танковой армии из района Моздок. Нальчик, Прохладный на северо-запад в направлении на Ворошиловск (Ставрополь). 
Войска Северной группы Закавказского фронта начали преследование только 3 января, но оно осуществлялось без должной активности, управление нарушалось, войсковые части перемешались. Вследствие этого соединениям группы за трое суток удаюсь продвинуться лишь на 25—60 км. По указанию Генштаба кавалерийские корпуса и танковые части Северной группы 7 января были объединены в конно-механизированную группу (генерал-лейтенант Н.Я. Кириченко). Ей была поставлена задача пробиться в район Невинномысска или Армавира и перекрыть немцам пути отхода на северо-запад. 
Однако время было упущено, немецкой 1-й танковой армии удалось организованно отойти на укреплённый рубеж обороны по рекам Кума и Золка. 
10—11 января части Северной группы, продолжая наступление, освободили города Будёновск, Георгиевск, Кисловодск, Пятигорск, Ессентуки. 16 января Ставка ВГК указала командующим Закавказским фронтом и Северной группой на невыполнение задачи по окружению противника и потребовала от них решительных действий. В это время немецкое командование продолжило отвод своих войск на северо-запад. 
Преследуя их, армии Северной группы усилили натиск и 17 января взяли Черкесск, 21 января — Ворошиловск. 23 января конно-механизированная группа, совершив по бездорожью 200-километровый марш-бросок, вышла в район Сальска, где соединилась с частями 28-й армии (генерал-лейтенант В.Ф, Герасименко) Южного фронта, наступавшими на Ростов. На следующий день войска 9-й (генерал-лейтенант К.А. Короткое) и 37-й (генерал-майор П.М. Козлов) армий Закавказского фронта овладели Армавиром. 
Северная группа войск, преследуя противника, в течение 22 суток продвинулась на 400—450 км и на всём фронте вышла к заранее подготовленному тыловому рубежу обороны противника. Войска Южного фронта во второй половине января вели тяжёлые бои на ближних подступах к Ростову. 
Чтобы не позволить немецким войскам уйти через Керченский пролив в Крым, Ставка ВГК приказала Черноморской группе Закавказского фронта главными силами овладеть Новороссийском и освободить Таманский полуостров, а войскам правого фланга выйти в район Краснодара. 
Перед Северо-Кавказским фронтом Ставка ВГК поставила задачу: войскам правого фланга (44-я и 58-я армии) иконно -механизированной группе нанести мощный удар на Тихорецк, Кушевская. разгромить отступающие части немецкой 1-й танковой армии, затем во взаимодействии с войсками левого фланга Южного фронта овладеть Батайском, Азовом и Ростовом-на-Дону, в дальнейшем форсировать Таганрогский залив и выйти на его северный берег в районе Будённовка; войскам левого фланга (9-я и 37-я армии) наступать на станицу Тимашевская и Краснодар и совместно с Черноморской группой разгромить 17-ю армию противника. 
Немцы имели в районе Тимашевской хорошо оборудованный рубеж обороны, а Краснодар оборонял 47-й горнострелковый корпус, оснащённый высоко проходимой военной техникой. Немецкое командование, пытаясь остановить наступление советских войск на Ростов, перебросило в его район половину сил 1-й танковой армии, что позволило частям Красной армии быстро сломить оборону немцев между рекой Маныч и городом Армавиром. К 4 февраля 2-я гвардейская (генерал-лейтенант Р.Я. Малиновский). 51-я (генерал-майор Н.И. Труфанов) и 28-я армии Южного фронта вышли к Дону в 30—40 км от Ростова. К этому времени конно-механизированная группа, 44-я (генерал-майор ВА. Хоменко) и 58-я (генерал-лейтенант К.С. Мельник) армии правого фланга Северо-Кавказского фронта освободили Кропоткин, Тихорецк и вышли на южные подступы Ростова и к Таганрогскому заливу у Ейска, потеснили противника в районе северо-восточнее Краснодара. Войска левого фланга Северо-Кавказского фронта (9-я и 37-я армии) 4 февраля вышли на рубеж Бейсугский лиман, Кореновская, Усть-Лабинская, 
Однако окружить группировку противника в предгорьях Кавказа советским войскам не удалось. Из её состава 5 дивизий 1-й танковой армии отошли к Ростову, остальные силы группировки, отступившие в район севернее Краснодара, были включены в состав 17-й армии, значительно усилив её. 
Наступление войск Черноморской группы Закавказского фронта началось 16 января с большим опозданием из-за задержки с перегруппировкой, проводимой фронтом для её усиления. Оно проходило в неблагоприятных погодных условиях. Дожди со снегом и сильный разлив Кубани сделали дороги непригодными для движения, поэтому артиллерия и армейские тыловые службы отставали и войска испытывали недостаток в боеприпасах и продовольствии. Из-за нелётной погоды и плохой видимости наступление пехотных частей почти не поддерживалось авиацией с воздуха. В итоге войска 46-й и 18-й армий вышли лишь к реке Кубань, а 56-й армии — в район южнее Краснодара. Наступавшая на станицу Крымскую и севернее Новороссийска 47-я армия не смогла прорвать оборону немцев. 
Оказались малоуспешными и попытки войск Черноморской группы овладеть Новороссийском. В ночь на 4 февраля был высажен десант из Геленджика и Туапсе в район Южная Озерейка (основной десант) и вспомогательный, в районе Мысхако — на западном берегу Цемесской бухты. Высадка основного десанта была неудачной. Наибольшего успеха добился вспомогательный десант (отряд особого назначения, 870 человек под командованием майора Ц.Л. Куникова). Отряду удалось захватить небольшой плацдарм 4 км по фронту и 2,5 км в глубину, получивший в последствии название «Малая земля». В течение нескольких дней на плацдарм были высажены 255-я и 83-я отдельные бригады морской пехоты. 31-й отдельный парашютно-десантный полк, другие подразделения, всего около 17 тысяч человек. К 12 февраля части, действовавшие на плацдарме, были объединены в 16-й и 20-й стрелковые корпуса, которые вошли в состав 18-й армии. Был освобожден ряд населенных пунктов, заняты 14 южных кварталов Новороссийска, но взять город не удалось. 
4 февраля Северо-Кавказский фронт, в состав которого Ставка ВГК включила и Черноморскую группу войск, переключился на подготовку Краснодарской операции. Замыслом операции предусматривалось концентрическими ударами 58-й и 9-й армий, наносивших главный удар с севера на станицы Варениковскую (35 км южнее Петровская) и Славянскую, 37-й и 46-й армий с востока на Краснодар и Славянскую, 18-й и 56-й армий с юга в направлении Горячие Ктючи, Калужская окружить и уничтожить краснодарскую группировку противника, не допустив ее отхода в Крым, 47-я армия частью сил должна была наступать на Крымскую, главными силами разгромить противника в Новороссийске, а Черноморский флот — блокировать с моря Керченский полуостров и прибрежную зону от Анапы до Феодосии. 
9 февраля войска фронта перешли в наступление. 58-я (генерал-майор К.С. Мельник) и 9-я (генерал-майор В.В. Глаголев) армии в течение двух суток не смогли прорвать оборону противника. Войска 37-й (генерал-майор П.М. Козлов) и 18-й (генерал-майор К.А. Коротеев) армий с этой задачей справились. Используя их успех, в наступление перешла 46-я армия (генерал-майор А.И. Рыжов). 12 февраля соединениями 18-й и 46-й армий при содействии партизан был освобожден Краснодар и другие населенные пункты. Однако выполнить главную задачу — окружить и уничтожить в районе Краснодара основные силы 17-й немецкой армии — войскам фронта не удалось. 

## Результаты
Северо-Кавказская операция завершилась, не достигнув в полном объёме поставленной Ставкой ВГК задачи. Окружить и уничтожить основные силы северокавказской группировки немцев не удалось. Однако в ходе операции войска Красной армии продвинулись на 300—600 км и освободили от захватчиков Ставропольский край, Чечено-Ингушскую. Северо-Осетинскую и Кабардино-Балкарскую автономные республики, большую часть Ростовской области и Краснодарского краг Они нанесли немецким войскам большой урон в живой силе и технике. Потери противника составили за всё время Северо-кавказской операции 281 тысячу человек. Красная армия также понесла большие потерн — более 154,5 тысячи человек. В результате Северо-Кавказской операции была ликвидирована опасность прорыва немецких войск в Закавказье и созданы условия для окончательного освобождения от оккупантов Северного Кавказа.